# كاثرين ستيبني
كاثرين ستيبني (بالإنجليزية: Catherine Stepney)‏ (23 ديسمبر 1778 في المملكة المتحدة - 14 أبريل 1845، لندن في المملكة المتحدة)؛ روائية بريطانية.